# Новиков, Андрей Владимирович (Герой Советского Союза)
Андрей Владимирович Новиков (1902—1985) — генерал-майор Советской Армии, участник Великой Отечественной войны, Герой Советского Союза (1945).

## Биография
Андрей Новиков родился 23 августа 1902 года в деревне Удино (ныне — Дмитровский район Московской области). После окончания семи классов школы работал на заводе в Коломне. В 1924—1926 годах проходил службу в Рабоче-крестьянской Красной Армии. В 1929 году Новиков окончил совпартшколу в Коломне. В 1932 году Новиков повторно был призван в армию. В 1934 году он окончил курсы пропагандистов. Участвовал в польском походе. С января 1942 года — на фронтах Великой Отечественной войны.
К весне 1945 года гвардии полковник Андрей Новиков был заместителем по политчасти командира 7-го гвардейского танкового корпуса 3-й гвардейской танковой армии 1-го Украинского фронта. Отличился во время Берлинской операции. Находясь на передовой во время форсирования Нейсе и Шпрее и прорыва немецкой обороны, Новиков в значительной степени способствовал выполнению боевой задачи.
Указом Президиума Верховного Совета СССР от 27 июня 1945 года за «образцовое выполнение боевых заданий командования на фронте борьбы с немецкими захватчиками и проявленные при этом мужество и героизм» гвардии полковник Андрей Новиков был удостоен высокого звания Героя Советского Союза с вручением ордена Ленина и медали «Золотая Звезда» за номером 7479.
После окончания войны Новиков продолжил службу в Советской Армии. В 1946 году он окончил курсы усовершенствования политсостава, в 1952 году — курсы переподготовки политсостава при Военно-политической академии. В 1957 году в звании генерал-майора Новиков был уволен в запас. Проживал в Коломне. Работал на Коломенском тепловозостроительном воде имени В. В. Куйбышева, был первым председателем Совета ветеранов завода.
Умер 28 сентября 1985 года, похоронен на Старом городском кладбище Коломны.
Был награждён тремя орденами Ленина, тремя орденами Красного Знамени, орденом Суворова 2-й степени, двумя орденами Отечественной войны 1-й степени, двумя орденами Красной Звезды, рядом медалей.